# Jermak Timofeevitj
Jermak Timofeevitsj (russisk: Ерма́к Тимофе́евич, tr. Jermák Timoféevitj; født 1532, død 6. august 1585), var en kosak-leder og udforsker af Sibirien. Hans udforskning af Sibirien markerede begyndelsen på Ruslands ekspansion mod denne region og dens kolonisation.
I 1558 modtog Stroganov-familien sin første bevilling for kolonisering af "det righoldige område langs floden Kama", og i 1574 også for landområder over Uralbjergene langs floderne Tura og Tobol. De fik også tilladelse til at bygge flere forter langs floderne Ob og Irtysj. Omkring 1577 hyrede Stroganoverne kosak-lederen Jermak for at beskytte sine landområder mod angreb fra den sibirske khan Kutsjum. 
I 1579 eller 1581 begyndte Jermak sin rejse ind i Sibirien. Efter nogen få sejre over khanens arme, slog Jermaks folk Kutsjums hovedstyrke ved slaget ved Tsjuvasjneset, et tre dage langt slag (23. -25. oktober 1582) ved bredden af Irtysj. Resterne af khanens armé trak sig tilbage til stepperne. Den 26. oktober erobrede Jermak Qashliq, hovedstaden i Sibir-khanatet, 17 km fra byen Tobolsk). Kutsjum havde fortsat nok styrker til at kæmpe imod, og angreb pludselig Jermak midt om natten den 6. august 1585, og dræbte størstedelen af hans folk. Jermak blev såret og prøvede at svømme over floden Wagaj (Irtysj' biflod), men druknede under vægten af sin egen ringbrynje. Resterne af Jermaks styrker, under M. Mestsjerjaks kommando, trak sig tilbage fra Qashliq. 
Jermaks udforskning af Sibirien er gengivet i de såkaldte Sibir-krøniker. Hans liv og død har været genstand for talrige russiske sange, bøger og malerier siden 1500-tallet.